# Episodi di Vega$ (seconda stagione)
Questa voce contiene trame, dettagli e crediti dei registi e degli sceneggiatori della seconda stagione della serie televisiva Vega$
Negli Stati Uniti, la stagione è stata trasmessa per la prima volta dalla ABC dal 19 settembre 1979 e al 7 maggio 1980.
In Italia, la seconda stagione è andata in onda in syndication sulle emittenti locali affiliate al consorzio televisivo GRT.
| nº | Titolo originale                    | Titolo italiano | Prima TV USA      | Prima TV Italia |
| -- | ----------------------------------- | --------------- | ----------------- | --------------- |
| 1  | Redhanded                           |                 | 19 settembre 1979 |                 |
| 2  | The Usurper                         |                 | 26 settembre 1979 |                 |
| 3  | Mixed Blessing                      |                 | 3 ottobre 1979    |                 |
| 4  | Runaway                             |                 | 24 ottobre 1979   |                 |
| 5  | Design for Death                    |                 | 31 ottobre 1979   |                 |
| 6  | Shadow on a Star                    |                 | 14 novembre 1979  |                 |
| 7  | Dan Tanna Is Dead                   |                 | 21 novembre 1979  |                 |
| 8  | The Macho Murders                   |                 | 28 novembre 1979  |                 |
| 9  | The Day the Gambling Stopped        |                 | 12 dicembre 1979  |                 |
| 10 | Classic Connection                  |                 | 19 dicembre 1979  |                 |
| 11 | Night of a Thousand Eyes            |                 | 2 gennaio 1980    |                 |
| 12 | Lost Monday                         |                 | 9 gennaio 1980    |                 |
| 13 | Comeback                            |                 | 16 gennaio 1980   |                 |
| 14 | All Kinds of Love                   |                 | 23 gennaio 1980   |                 |
| 15 | The Magic Sister Slayings           |                 | 30 gennaio 1980   |                 |
| 16 | The Lido Girls                      |                 | 6 febbraio 1980   |                 |
| 17 | Consortium                          |                 | 27 febbraio 1980  |                 |
| 18 | The Hunter Hunted                   |                 | 5 marzo 1980      |                 |
| 19 | The Man Who Was Twice               |                 | 12 marzo 1980     |                 |
| 20 | The Golden Gate Cop Killer (Part 1) |                 | 19 marzo 1979     |                 |
| 21 | The Golden Gate Cop Killer (Part 2) |                 | 19 marzo 1979     |                 |
| 22 | Siege of the Desert Inn             |                 | 30 aprile 1980    |                 |
| 23 | Vendetta                            |                 | 7 maggio 1980     |                 |